# Qīr Kandī
Qīr Kandī (persiska: قير كَندی, قیر کندی) är en ort i Iran.   Den ligger i provinsen Västazarbaijan, i den nordvästra delen av landet, 700 km nordväst om huvudstaden Teheran. Qīr Kandī ligger 798 meter över havet och antalet invånare är 291.
Terrängen runt Qīr Kandī är platt. Runt Qīr Kandī är det ganska glesbefolkat, med 39 invånare per kvadratkilometer. Närmaste större samhälle är Poldasht, 14,4 km norr om Qīr Kandī. Trakten runt Qīr Kandī består i huvudsak av gräsmarker.